# Dovholuka, Strîi
Dovholuka (în ucraineană Довголука) este localitatea de reședință a comunei Dovholuka din raionul Strîi, regiunea Liov, Ucraina.

## Demografie
Componența lingvistică a localității Dovholuka
     Ucraineană (99,67%)
     Alte limbi (0,33%)
Conform recensământului din 2001, majoritatea populației localității Dovholuka era vorbitoare de ucraineană (99,67%), existând în minoritate și vorbitori de alte limbi.